# ユージン・ラビノウィッチ
ユージン・ラビノウィッチ（Eugene I. Rabinowitch, Евгений Исаакович Рабинович, サンクト・ペテルブルク 1901年 – ワシントンD.C. 1973年5月15日）はロシア生まれのアメリカのユダヤ系化学・生物物理学者である。 名はロシア読みに準じてエヴゲニー・ラビノヴィッチ、またドイツ読みでオイゲーン・ラビノヴィッチなどのように書かれる場合もある。
学者としての光合成のプロセスの研究と共に、マンハッタン計画における原子爆弾開発と、その後公刊された雑誌『原子力科学者会報』(Bulletin of the Atomic Scientists) の編集主幹としても知られる。 また無警告での原爆投下に反対したフランク・レポートの実質的な起草者でもある。

## 生涯
1901年、帝政ロシア、サンクト・ペテルブルクにおいて法律家の父イサークと母ジナイーダの間に生まれた。 その地で化学を学んだが、一家はロシアにおけるユダヤ人迫害を逃れてロシア革命後の1921年にベルリンへと移住した。 1926年ベルリン大学で博士号を取得し、カイザー・ヴィルヘルム研究所を経て、1929年よりジェイムズ・フランクが所長を務めていたゲッティンゲン大学第2物理学研究所の研究助手となった。 1932年にロシア生まれの女優アーニャ・メイエルソンと結婚した。
ナチスが政権を奪取した1933年にはユダヤ人公職追放の決定がなされたが、ラビノウィッチは、失職した多くの学者を受け入れていた著名な物理学者ニールス・ボーアに救い出されコペンハーゲンへと渡った。 翌年、やはり亡命科学者の救済に奔走していたロンドン大学ユニヴァーシティ・カレッジの化学者フレデリック・ドナンの元へと移り、さらに1938年には、マサチューセッツ工科大学の太陽エネルギー研究のプロジェクトへと招聘された。
第二次世界大戦の開戦後の1942年にマンハッタン計画が開始されると、シカゴ大学に移っていたフランクの誘いを受け、計画の拠点のひとつであったシカゴ大学冶金研究所において計画に参加した。 ここでは化学者として開発に携わるとともに研究所の情報部門のリーダーを務めた。
ラビノウィッチは冶金研究所の同僚のフランク、レオ・シラードとともに原子爆弾の政治的・社会的影響について最も熱心に発言した科学者の一人でもある。 1945年6月、研究所長アーサー・コンプトンがそうした議題を議論するためにジェームズ・フランクを委員長とする委員会を組織したときには、その7人の委員の内のひとりとなった。 今日、フランク・レポートとして知られるその委員会の報告書は、フランクの要点を記したメモ書きとレオ・シラードの忠告を元に、科学に限定されない幅広い知識をもち、また文才にも恵まれたラビノウィッチによって書き上げられ、洗練された文章と論理とをもつことになった。 スティムソン陸軍長官へと提出されたこの報告書では、計画の科学者という地位によって未来に対する危機を知ることになった少数の市民としての立場から、戦後の核軍備競争の回避と原子爆弾の無警告での使用への反対とが述べられていたが、原爆の政治的決定に関する権限をもつ暫定委員会の方針を変えるものとはならなかった。
戦争が日本への2発の原爆投下という結末を迎えた後は、科学者の立場から核時代における政治問題に対して発言する運動の最も早期の指導者のひとりとなった。 こうした目的のため1945年12月より、やはり計画に携わった物理学者ハイマン・ゴールドスミス (Hyman Goldsmith) とともに雑誌『原子力科学者会報』を発行し、ラビノウィッチは亡くなるまでその編集主幹を務めた。 この雑誌は、その時々における核戦争の危険度を表す終末時計を表紙に定期的に掲載し続けていることで知られ、核エネルギーへの関心の喚起とそのコントロールの重要性を訴えた。
また1954年よりジョセフ・ロートブラットとともにパグウォッシュ会議の組織者として活躍し、1957年の第1回会議を実現に導いた。 その後もその死まで会議の運営委員会の委員を務めている。
こうした活動と平行して専門の光合成の研究を進め、1945年から1956年にかけて3巻からなる大部の著作『光合成と関連過程』(Photosynthesis and Related Processes) を出版するとともに、1947年よりイリノイ大学アーバナ＝シャンペーン校の植物学科光合成研究室で教授を務めた。
1968年にイリノイ大学を退官した後、ニューヨーク州立大学オールバニー校の化学教授および新設の「科学と人間生活の未来センター」(Center for Science and the Future of Human Affairs, 後の「科学と社会の研究センター」Center for the Study of Science and Society) の所長となり、その後、スミソニアン学術協会のウッドロー・ウィルソン国際学術センターのフェローを務めた。 
1971年、『ニューヨーク・タイムズ』がヴェトナム戦争に関する機密文書ペンタゴン・ペーパーズを暴露し一大スキャンダルが巻き起こったときに、ラビノウィッチは同紙投稿欄で、広島・長崎への原爆投下の前に「アメリカ国民との協議なくアメリカ政府が行おうと計画している初の原子力兵器の使用という運命的な行為を、信頼のある新聞かなにかを介して、国民へと明らかにすべきなのではないか」と思い悩んでいたことを告白し「そうしていれば正しかっただろうと思う」と述懐している。
1973年5月15日脳卒中により死去した。 双子の息子のひとりヴィクター・ラビノウィッチ (Victor Rabinowitch, 1934年–) は生態学者であり、やはり『原子力科学者会報』の編集委員を務めている。 もうひとりのアレクサンダー・ラビノウィッチ (Alexander Rabinowitch) はロシア・ソ連史を専門とする歴史学者である。 ユージン・ラビノウィッチは1966年にユネスコより科学普及の功績に対してカリンガ賞を贈られた。 また科学者間の国際的な連携を促進したことに対して、1972年にアメリカ芸術科学アカデミー (AAAS) より特別賞を授与された。

## 主な著書・編書
- Rabinowitch, Eugene I. (1945–1956). Photosynthesis and Related Processes. New York: Interscience Publishers 3 volumes (Volume I, Volume II Part I, and Volume II Part II).
- Katz, Joseph J. and Eugene Rabinowitch (1951). The Chemistry of Uranium: The Element, Its Binary and Related Compounds (1961) Dover Publications (pbk).
- Grodzins, Morton and Eugene Rabinowitch (eds.) (1963). The Atomic Age: Scientists in National World Affairs. Basic Books
邦訳: モートン・グロッジンス、ユージン・ラビノビッチ編『核の時代』みすず書房、1965年。
- Rabinowitch, Eugene (1963). The Dawn of a New Age: Reflections on Science and Human Affairs. Chicago: University of Chicago Press
邦訳: ラビノヴィチ『科学と現代についての省察』八木勇訳、みすず書房、1968年。